# Combahn
Combahn war bis ins 19. Jahrhundert ein kleines eigenständiges Dorf am Rhein nördlich von Beuel. Heute gehört es zum Bonner Stadtteil Beuel-Mitte und wird nur noch inoffiziell als Combahnviertel bezeichnet.

## Lage

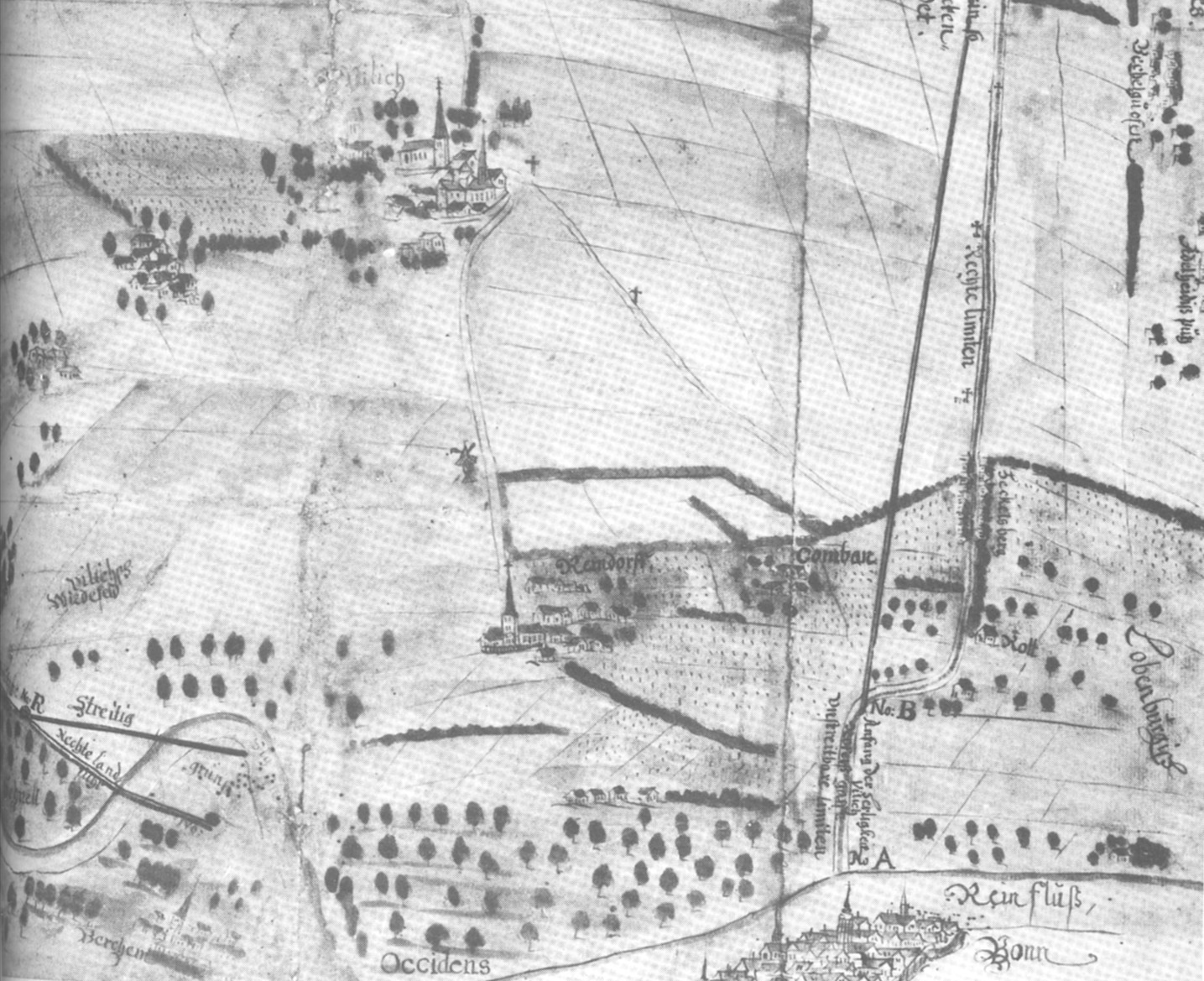
Karte von Vilich, 1689. Osten ist oben, Comban etwa in der Bildmitte.

Combahn bestand ursprünglich aus zwei bebauten Flächen. Die eine lag am Rheinufer, um die heutige Rheinaustraße, die andere südöstlich davon auf Höhe der heutigen Friedrich-Breuer-Straße, also in einem Gebiet, das heute zum Zentrum Beuels gehört.

## Geschichte

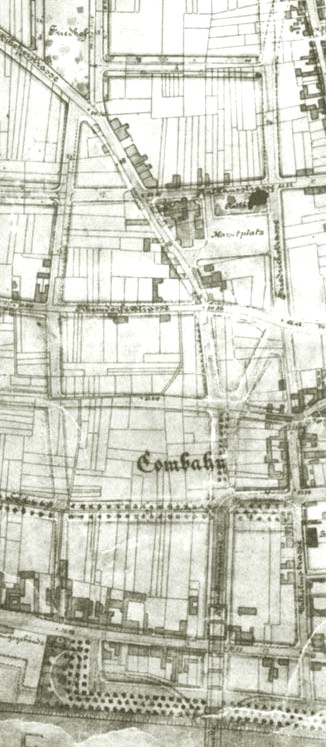
Bebauungsplan von Combahn um 1900

Die erste bekannte Erwähnung stammt von 1343 als kumban. Der Name wird auf die Wörter Kumme für eine Senke und Ban für einen aufgeschütteten Weg zurückgeführt.
Seit dem 17. Jahrhundert verband eine Gierponte Combahn mit Bonn auf der anderen Rheinseite. 1784 zerstörte ein Rheinhochwasser die gesamte Uferbebauung. Combahn gehörte zum Vilicher Ländchen, das wiederum zu Kurköln gehörte, während Beuel Teil des bergischen Amt Löwenburg war. 1808 wurde diese Grenze unter französischer Herrschaft abgeschafft, die beiden Orte gehörten später zur Provinz Jülich-Kleve-Berg und dann Rheinprovinz, aber noch immer zu unterschiedlichen Gemeinden. 1892 wurden beide dann in die Bürgermeisterei Vilich zu Beuel eingegliedert, die später zur Stadt Beuel wurde, und schließlich gehörte Combahn nach der Gemeindereform 1969 wie das übrige Beuel zu Bonn.
Die heutige Bebauung des Viertels stammt zu etwa 40 % aus der Zeit vor 1918. Seit der Zusammenlegung 1892 war Combahn unter dem Kölner Stadtbaumeister Hermann Joseph Stübben entwickelt worden. 1891 wurde noch vor der Zusammenlegung ein Endbahnhof der Bröltalbahn für Beuel in Combahn errichtet, die Bahn wurde 1967 stillgelegt.